# Elezioni comunali in Liguria del 2003
Le elezioni comunali in Liguria del 2003 si tennero il 25 maggio (con ballottaggio l'8 giugno).

## Provincia di Genova

### Chiavari
| Candidati                      | Candidati               | II turno             | II turno          | I turno | I turno | Liste                                | Voti   | %     | Seggi |
| Candidati                      | Candidati               | Voti                 | %                 | Voti    | %       | Liste                                | Voti   | %     | Seggi |
| ------------------------------ | ----------------------- | -------------------- | ----------------- | ------- | ------- | ------------------------------------ | ------ | ----- | ----- |
|                                | Sergio Poggi ✔️ Sindaco | 8 922                | 53,83             | 6 263   | 35,81   | Democratici di Sinistra              | 2 230  | 15,14 | 5     |
| Mignone per Poggi              | Sergio Poggi ✔️ Sindaco | 8 922                | 53,83             | 6 263   | 35,81   | 1 052                                | 7,14   | 2     |       |
| La Margherita                  | Sergio Poggi ✔️ Sindaco | 8 922                | 53,83             | 6 263   | 35,81   | 886                                  | 6,02   | 2     |       |
| Sinistra per Poggi Sindaco     | Sergio Poggi ✔️ Sindaco | 8 922                | 53,83             | 6 263   | 35,81   | 557                                  | 3,78   | 1     |       |
| Italia dei Valori              | Sergio Poggi ✔️ Sindaco | 8 922                | 53,83             | 6 263   | 35,81   | 260                                  | 1,77   | –     |       |
| Partito dei Comunisti Italiani | Sergio Poggi ✔️ Sindaco | 8 922                | 53,83             | 6 263   | 35,81   | 150                                  | 1,02   | –     |       |
| UDEUR                          | Sergio Poggi ✔️ Sindaco | 8 922                | 53,83             | 6 263   | 35,81   | 91                                   | 0,62   | –     |       |
|                                | Vittorio Agostino       | 7 651                | 46,17             | 6 339   | 36,25   | Chiavari Avanti Così                 | 5 155  | 35,00 | 4     |
| Seggio di coalizione           | Seggio di coalizione    | Seggio di coalizione | 46,17             | 6 339   | 36,25   | 1                                    |        |       |       |
|                                | Francesco Tappani       | Francesco Tappani    | Francesco Tappani | 3 324   | 19,01   | Forza Italia                         | 1 762  | 11,96 | 2     |
| Destra                         | Francesco Tappani       | Francesco Tappani    | Francesco Tappani | 3 324   | 19,01   | 427                                  | 2,90   | –     |       |
| Alleanza Nazionale             | Francesco Tappani       | Francesco Tappani    | Francesco Tappani | 3 324   | 19,01   | 401                                  | 2,72   | –     |       |
| Lega Nord                      | Francesco Tappani       | Francesco Tappani    | Francesco Tappani | 3 324   | 19,01   | 303                                  | 2,06   | –     |       |
| Partito Pensionati             | Francesco Tappani       | Francesco Tappani    | Francesco Tappani | 3 324   | 19,01   | 222                                  | 1,51   | –     |       |
| Seggio di coalizione           | Seggio di coalizione    | Seggio di coalizione | Francesco Tappani | 3 324   | 19,01   | 1                                    |        |       |       |
|                                | Marina Tiscornia        | Marina Tiscornia     | Marina Tiscornia  | 1 092   | 6,24    | Chiavari al Centro (A)               | 873    | 5,93  | 1     |
| Seggio di coalizione           | Seggio di coalizione    | Seggio di coalizione | Marina Tiscornia  | 1 092   | 6,24    | 1                                    |        |       |       |
|                                | Antonino Ciraolo        | Antonino Ciraolo     | Antonino Ciraolo  | 470     | 2,69    | Partito della Rifondazione Comunista | 303    | 2,06  | –     |
| Federazione dei Verdi          | Antonino Ciraolo        | Antonino Ciraolo     | Antonino Ciraolo  | 470     | 2,69    | 55                                   | 0,37   | –     |       |
| Totale                         | Totale                  | 16 573               | 100               | 17 488  | 100     |                                      | 14 727 | 100   | 20    |
|                                |                         |                      |                   |         |         |                                      |        |       |       |
| Fonte: Ministero dell'interno  |                         |                      |                   |         |         |                                      |        |       |       |

### Sestri Levante
| Candidati                       | Candidati                   | II turno             | II turno            | I turno | I turno | Liste                                | Voti   | %     | Seggi |
| Candidati                       | Candidati                   | Voti                 | %                   | Voti    | %       | Liste                                | Voti   | %     | Seggi |
| ------------------------------- | --------------------------- | -------------------- | ------------------- | ------- | ------- | ------------------------------------ | ------ | ----- | ----- |
|                                 | Andrea Lavarello ✔️ Sindaco | 6 316                | 59,11               | 5 617   | 44,90   | Democratici di Sinistra              | 2 985  | 27,18 | 8     |
| La Margherita                   | Andrea Lavarello ✔️ Sindaco | 6 316                | 59,11               | 5 617   | 44,90   | 1 146                                | 10,43  | 3     |       |
| Insieme Protagonisti            | Andrea Lavarello ✔️ Sindaco | 6 316                | 59,11               | 5 617   | 44,90   | 409                                  | 3,72   | 1     |       |
| Socialisti Democratici Italiani | Andrea Lavarello ✔️ Sindaco | 6 316                | 59,11               | 5 617   | 44,90   | 227                                  | 2,07   | –     |       |
| Italia dei Valori               | Andrea Lavarello ✔️ Sindaco | 6 316                | 59,11               | 5 617   | 44,90   | 214                                  | 1,95   | –     |       |
| UDEUR                           | Andrea Lavarello ✔️ Sindaco | 6 316                | 59,11               | 5 617   | 44,90   | 132                                  | 1,20   | –     |       |
| Partito dei Comunisti Italiani  | Andrea Lavarello ✔️ Sindaco | 6 316                | 59,11               | 5 617   | 44,90   | 58                                   | 0,53   | –     |       |
|                                 | Massimo Bixio               | 4 370                | 40,89               | 3 372   | 26,95   | Progetto per Sestri                  | 1 374  | 12,51 | 2     |
| Forza Italia                    | Massimo Bixio               | 4 370                | 40,89               | 3 372   | 26,95   | 1 155                                | 10,52  | 2     |       |
| Alleanza Nazionale              | Massimo Bixio               | 4 370                | 40,89               | 3 372   | 26,95   | 430                                  | 3,91   | –     |       |
| Seggio di coalizione            | Seggio di coalizione        | Seggio di coalizione | 40,89               | 3 372   | 26,95   | 1                                    |        |       |       |
|                                 | Francesco Prete             | Francesco Prete      | Francesco Prete     | 2 733   | 21,85   | Partito della Rifondazione Comunista | 963    | 8,77  | 1     |
| Sinistra                        | Francesco Prete             | Francesco Prete      | Francesco Prete     | 2 733   | 21,85   | 948                                  | 8,63   | 1     |       |
| Federazione dei Verdi           | Francesco Prete             | Francesco Prete      | Francesco Prete     | 2 733   | 21,85   | 347                                  | 3,16   | –     |       |
| Seggio di coalizione            | Seggio di coalizione        | Seggio di coalizione | Francesco Prete     | 2 733   | 21,85   | 1                                    |        |       |       |
|                                 | Giovanni Traversaro         | Giovanni Traversaro  | Giovanni Traversaro | 293     | 2,34    | Traversaro per Sestri                | 162    | 1,47  | –     |
| Liguria Nuova                   | Giovanni Traversaro         | Giovanni Traversaro  | Giovanni Traversaro | 293     | 2,34    | 23                                   | 0,21   | –     |       |
|                                 | Luca Ravettino              | Luca Ravettino       | Luca Ravettino      | 249     | 1,99    | Sestri Giovani                       | 190    | 1,73  | –     |
|                                 | Ermes Paterlini             | Ermes Paterlini      | Ermes Paterlini     | 246     | 1,97    | Lega Nord                            | 221    | 2,01  | –     |
| Totale                          | Totale                      | 10 686               | 100                 | 12 510  | 100     |                                      | 10 984 | 100   | 20    |
|                                 |                             |                      |                     |         |         |                                      |        |       |       |
| Fonte: Ministero dell'interno   |                             |                      |                     |         |         |                                      |        |       |       |